# Волният Уили
„Волният Уили“ (на английски: Free Willy) е американски филм от 1993 г. Режисиран от Саймън Уинсър. Това е първият филм от поредицата „Волният Уили“. Неговите продължения са „Волният Уили 2“ (1995), „Волният Уили 3: Спасението“ (1997) и рибута „Волният Уили: Бягство от пиратската пещера“ (2010).

## Сюжет
Уили е чудесна косатка, затворена в прекалено малък басейн във водния парк Пасифик Нортуест. През нощта той призовава своето семейство, което се е приютило в близкия залив. Никой не разбира неговите стонове и настроения – никой, освен едно 12-годишно момче, което знае какво е да си без семейство. Това е филм за приятелството между момчето и китчето, изпълнен с топлота и сърдечност. Когато момчето научава за задържането на неговия приятел, той полага всички усилия, за да върне Уили в естествената му среда.

## Филми от поредицата за „Волният Уили“
Поредицата „Волният Уили“ включва 4 филма:
- „Волният Уили“ (1993)
- „Волният Уили 2“ (1995)
- „Волният Уили 3: Спасението“ (1997)
- „Волният Уили: Бягство от пиратската пещера“ (2010)